# Umbrărești
Umbrărești es una comuna ubicada en el distrito de Galați, Rumania.

## Superficie
Posee una superficie de 80,92 kilómetros cuadrados.

## Demografía
Hasta 2021 la población era de 5932 habitantes, con una densidad de población de 73,31 habitantes por kilómetro cuadrado.